# Globoppia brinoni
Globoppia brinoni är en kvalsterart som beskrevs av J. och P. Balogh 1983. Globoppia brinoni ingår i släktet Globoppia och familjen Oppiidae. Inga underarter finns listade i Catalogue of Life.